# Janne Carlsson (tränare)
Jan "Janne" Yngve Carlsson, folkbokförd Karlsson, född 8 februari 1964 i Biskopsgården, Göteborg, är en svensk fotbollstränare och tidigare fotbollsspelare. 
Janne Carlsson tillhör en familj från Göteborg med många fotbollsspelare och -tränare. Hans far Yngve Carlsson spelade i BK Häcken, klubben som morbrodern Sven-Agne Larsson var med och grundade och spelade i. Sven-Agne blev också svensk mästare som tränare. Även kusinen Bo-Leine Larsson var fotbollsspelare och -tränare. Innan Janne började i Örgryte IS:s a-lag var han aktiv i juniorlaget. Han är gift och har två barn.
Under den svenska fotbollssäsongen 2008 lyckades han ta ÖIS tillbaka till Allsvenskan genom serievinst i Superettan. Efter en rekorddålig start i Allsvenskan 2009 fick han kliva åt sidan och ta plats bakom klubbens nya huvudtränare Åge Hareide. Han var därefter assisterande tränare för ÖIS till huvudtränaren Jan Andersson. 

## Klubbar

### Som spelare
- Örgryte IS (ungdomslag, 1973–1982)
- Tuve IF (1983–1990)
- Arvesgärde IF (1991–1995)

### Som tränare
- Arvesgärde IF (1996–1999)
- Örgryte IS juniorer (2000–2001)
- Tuve IF (2002)
- Örgryte IS juniorer (2003–2004)
- Örgryte IS (assisterande, 2005–2006)
- Örgryte IS (2007–2010)
- Utsiktens BK (2013–2015)
- IK Oddevold (2017–2019)